# 坪井智浩
坪井智浩（日语：／ Tsuboi Tomohiro，1971年9月30日—）是日本男性配音員。81 Produce所屬。埼玉縣出身。血型是O型。
到2007年6月30日所屬事務所是MAUSU PROMOTION，同年9月1日轉屬81 Produce。

## 概要

### 特色
演出的角色大多數為青少年、冷靜而透徹的反面角色。

## 演出作品

### 電視動畫
- 灰姑娘物語（賓果）
- 戰國BASARA（前田利家）
- 戰國BASARA貳（前田利家）
- 學園天堂 BOY'S LOVE HYPER!（七条臣）
- 花冠之淚（塔利艾辛）
- 薄櫻鬼~新選組奇譚~（永倉新八）
- 薄櫻鬼 碧血錄（永倉新八）
- 刀語（真庭喰鮫）
- 驅魔少年（ジョニー・ギル）
- FORTUNE ARTERIAL -紅色約定-（東儀征一郎）

1995年
- 十二生肖爆烈戰士（馬吉利斯）
- 麵包超人（海鷗郵差先生、烹飪機器人）

1998年
- 南海奇皇（司機、飛行員）

2003年
- 狼雨（奪還隊B）
- 人生交叉點（若林良夫）

2004年
- 陰陽大戰記（西鄉照）

2005年
- 光速蒙面俠21（波布）

2006年
- 武裝鍊金（鈴木震洋）

2007年
- 拯救德尔托拉（金）

2008年
- 楚楚可憐超能少女組（出町）

2009年
- 道子與哈金（小丑）
- 棒球大聯盟（凱薩、醫生、廣播員、場內廣播）

2012年
- 足球騎士（新堂信明）
- 薄櫻鬼 黎明錄（永倉新八）

2013年
- THE UNLIMITED 兵部京介（宇津美清司郎）

2014年
- 銀河騎士傳（勢威一郎）

2015年
- 銀河騎士傳 第九行星戰役（勢威一郎）

2016年
- 薄櫻鬼 〜御伽草子〜（永倉新八）
- 境界之輪迴 第2期（鈴木老師）
- 名侦探柯南（面包师 #813）
- orange橘色奇蹟（菜穗的父親）
- 時間旅行少女～真理、和花與8名科學家～（御影丞）
- 見習神仙 秘密的心靈（莫奇）

2017年
- 從前有座靈劍山 通往睿智的資格（周）
- 鬼平（龍野）
- 理想禁區

2018年
- 音樂少女（稻葉）
- 學園BASARA（前田利家[1]）

2019年
- 胡蝶綺 ～少年信長～（織田信廣）

2021年
- 搖曳露營△第二季（郵局職員）

2023年
- 轉生公主與天才千金的魔法革命（グランツ・マゼンタ）

### OVA
- 聖鬥士星矢 THE LOST CANVAS 冥王神話（睡神 休普諾斯）

### 劇場版
- 見習神仙精靈 引發奇蹟吧♪特普露與心跳神仙精靈界！（蛋仙人、莫奇）

### 電腦遊戲
- [PC]美少女梦工厂5（大友龍之介）
- [PS2]Full House Kiss系列（松川皇）
  - Full House Kiss
  - Full House Kiss2
- 学园天堂系列（七条臣）
  - [PS2/PSP]学园天堂
  - [PS2]学园天堂 TypeB
  - [PS2/PSP]学园天堂 再来一份！
- 薄樱鬼系列（永仓新八）
  - [PS2]薄樱鬼 ～新选组奇谭～
  - [DS]薄樱鬼 DS
  - [PSP]薄樱鬼 携带版
  - [PS3]薄樱鬼 巡想录
  - [PS2]薄樱鬼 随想录
  - [PS2]薄樱鬼 随想录 携带版
  - [PSP]薄樱鬼 游戏录
- [PC/PS2/PSP]Little Aid（日语：Little Aid）（堤千弦、土师博巳、萩原光辉）
- [PS2]下课后的Love Beat（圣中庆介）
- [PC]修业旅行～古都迷走地图～（泷太一）

## 外部連結
- （日語）事務所公開簡歷

1. ↑  . 電視動畫「學園BASARA」官方網站.   [2018-09-10]. （原始内容存档于2018-06-17）.